# Kenzo Imano
 (août 2024).
Kenzo Imano, né le 26 août 1893 à Akita (Japon) et mort le 18 octobre 1969, est un écrivain japonais. Militant socialiste, c'est un dirigeant du mouvement littéraire prolétarien.

## Biographie

### Jeunesse
Kenzo Imano naît dans l'actuelle Akita, à l'époque la ville portuaire de Dozaki, dans le département d'Akita. Son père meurt dans la guerre sino-japonaise alors qu'il est âgé d'un an, sa mère gère seule un petit hôtel pour représentants de commerce, qui perdit sa clientèle à la suite de l'installation du chemin de fer. Les conditions matérielles étant précaires, Imano termine ses études avec difficulté. Il travaille trois ans pour un tailleur qui fait ensuite faillite. Il effectue alors un stage pour devenir ouvrier finisseur à l'usine de Dozaki des chemins de fer nationaux. En 1912, il travaille à Tokyo dans une blanchisserie-teinturerie, puis devient salarié de la société du gaz de Tokyo. En 1913, il manifeste contre la politique extérieure du Japon et est retenu vingt-neuf jours au commissariat, puis perd son emploi. Il devient alors postier. 

### Carrière littéraire et militantisme
C'est à partir de 1913 qu'Imano s'intéresse à la littérature. Il retrouve son ancien camarade de classe, Kaneko Yobun, autre auteur japonais, et le fréquente régulièrement. Il commente des films muets et rentre à Akita en 1917. 
Il édite, à partir de 1921, une revue socialiste, Tanemakuhito (le Semeur) avec Kaneko Yobun et Komaki Omi. Il contribue à plusieurs revues de littérature prolétarienne. Il soutient la grève des ouvriers de l’imprimerie Kyōdō de Koishikawa et pratique le théâtre ambulant. Il dirige le mouvement politique de l'école marxiste Rono. En 1931, il défend de petits fermiers s'opposant à un propriétaire foncier, il est placé en garde-à-vue mais reconnu innocent. 
En 1947, il adhère au Parti socialiste japonais et en devient conseiller pour le bureau départemental d'Akita en 1965.